# Stenodde
Stenodde (dansk), Steenodde (tysk) eller Stianood (nordfrisisk) er en landsby med cirka 70 indbyggere på friserøen Amrum, som tilhører Nebel Kommune. Landsbyen er beliggende cirka 1,5 kilometer øst for Sydtorp, 2 kilometer sydøst for Nebel og 2 kilometer nordvest for Vitdyn (Hvidklit), som er øens færge-by. Stenodde strækker sig fra øens østlige kystlinje ved vadehavet op til den ti meter høje gest i ø-midten. Mod vadehavet findes en lille havnemole. Sydvest for Stenodde ligger skoven Guskölk med åbne klit- og moseområder. 
Omkring landsbyen findes flere forhistoriske kulturminder som f.eks. Stenodde Dysse fra yngre stenalder, gravhøjen Esenhugh fra bronzealderen, jordvolden Krümwaal (Krumvold) og en gravplads fra vikingetiden. 
Stenodde er første gang dokumenteret 1648, betyder odde ved stenen.

## Billeder
- Frisergård i Stenodde
- Gravhøjen Esenhugh
- Gravplads fra vikingetiden